# Maglia Coprates

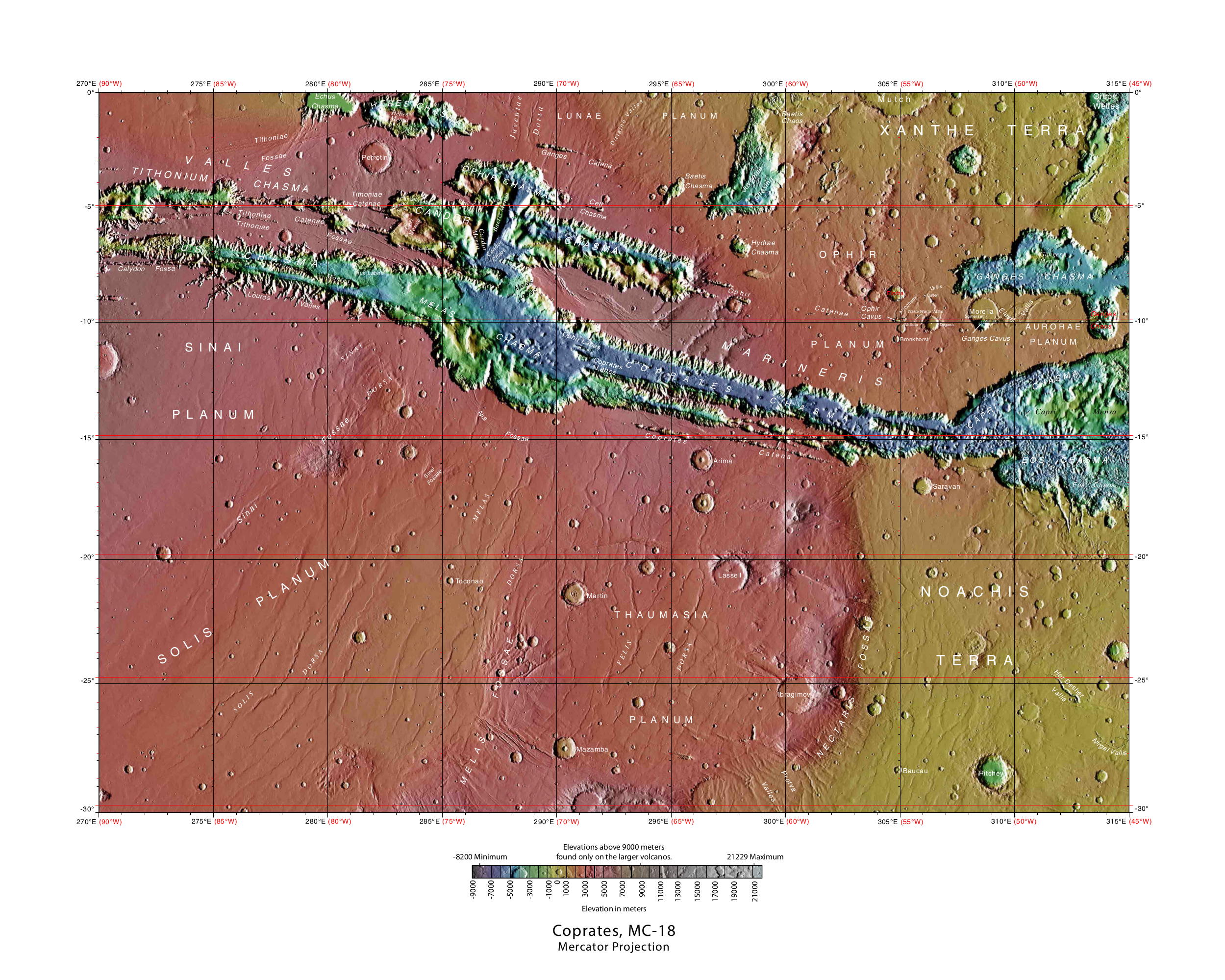
Mappa di MC-18 elaborata dallo strumento Mars Orbiter Laser Altimeter (MOLA) della sonda Mars Global Surveyor (2012). I picchi più elevati sono in rosso e i punti più profondi in blu.

La maglia Coprates è la regione di Marte che occupa la zona tra i 45° e i 90° di longitudine ovest e tra i 0° e i 30° di latitudine sud ed è classificata col codice MC-18.
Il suo nome deriva dall'omonimo chasma, principale elemento della regione.

## Elementi geologici
La maglia è caratterizzata dai chasmata delle Valles Marineris, che attraversa da est a ovest tutta la maglia, ed è un elemento caratteristico visibile anche con un buon telescopio dalla Terra. A nord e a sud delle Valles ci sono altipiani di diverse elevazioni formati da flussi di acqua o lava provenienti dalle Valles.

## Esplorazione
Al 2019 non è stata effettuata nessuna missione robotica di superficie in questa maglia, i dati e le immagini relativi a questa maglia sono stati ripresi da orbiter e sonde che hanno effettuato il fly-by. La maglia è considerata dalla NASA per la futura esplorazione umana, in quanto contiene zone di interesse scientifico e risorse sufficienti a sostenere una piccola colonia.